# Dasineura tragopogonicola
Dasineura tragopogonicola är en tvåvingeart som beskrevs av Fedotova 1995. Dasineura tragopogonicola ingår i släktet Dasineura och familjen gallmyggor.
Artens utbredningsområde är Kazakstan. Inga underarter finns listade i Catalogue of Life.